# Ruperti-Gymnasium Mühldorf am Inn

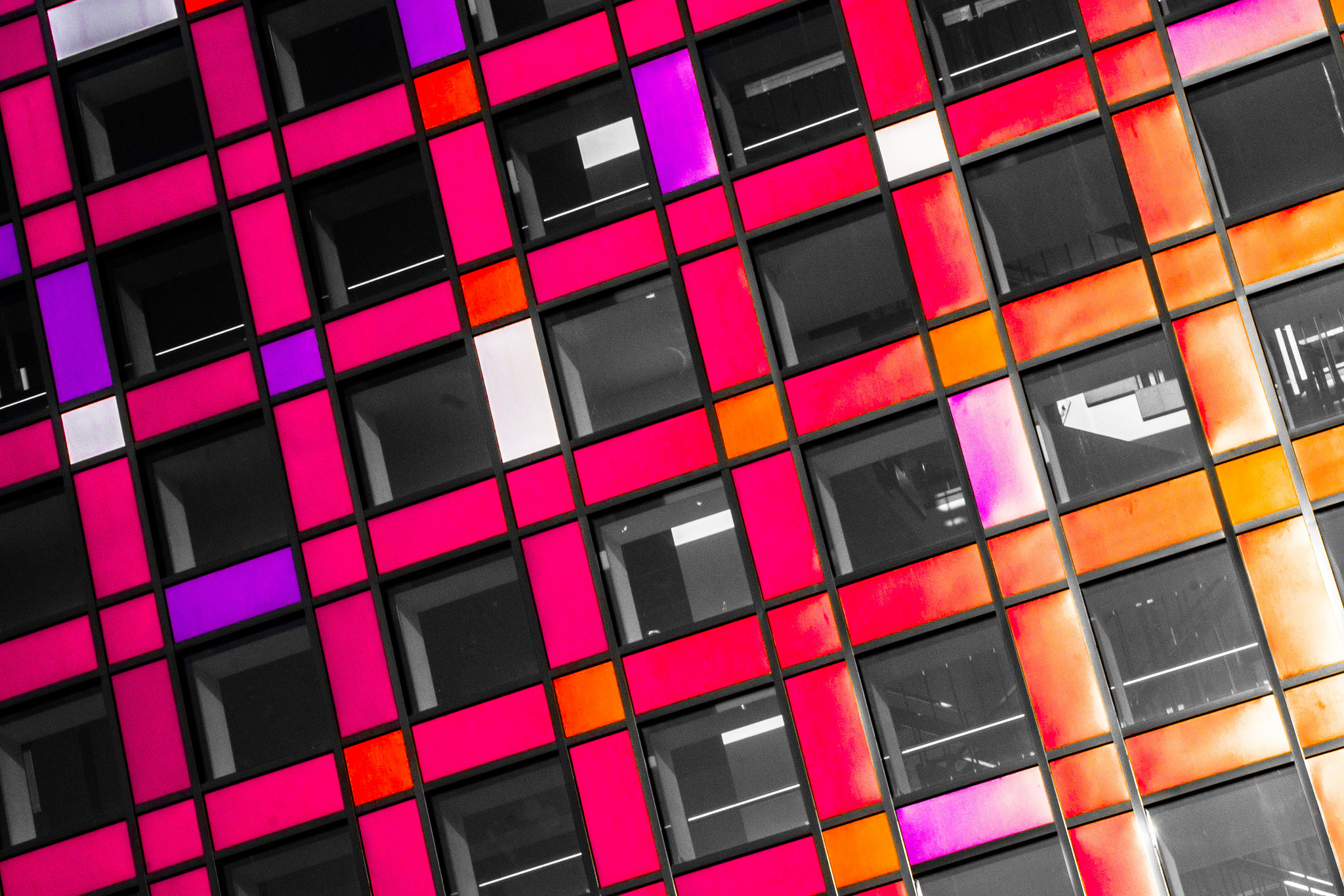
Fassade Ruperti-Gymnasium

Das Ruperti-Gymnasium Mühldorf am Inn ist das Gymnasium der Stadt Mühldorf am Inn (Oberbayern) und eines von drei Gymnasien im Landkreis Mühldorf am Inn. Es wurde aufgrund der langen Zugehörigkeit Mühldorfs zum Erzbistum Salzburg nach dessen Gründer und Schutzpatron Rupert von Salzburg benannt.

## Geschichte
Das Ruperti-Gymnasium wurde 1921 als Städtische Realschule mit Lateinabteilung gegründet. Innerhalb der folgenden sechs Jahre wurde die Schule sechsstufig ausgebaut. Ein Internat wurde von 1924 bis 1938 betrieben. 1942 wurde der Ausbau zur achtklassigen Oberschule abgeschlossen. 1952 konnte eine Schließung der Schule nur durch die Hilfe von Eltern, Gemeinden und Industrie verhindert werden. 1958 wurde die Oberrealschule Mühldorf verstaatlicht.
1961 zog die Schule von ihrem damaligen Standort am Kirchenplatz 18 an ihre heutige Adresse um. Dort bezog sie das heutige Hauptgebäude des Gymnasiums und bekam den Namen „Ruperti-Oberrealschule“ nach dem Gründer des Erzbistums Salzburg, Rupert von Salzburg. 1962 wurde ein neusprachlicher Zweig angegliedert, die Schule 1964 zum „Ruperti-Gymnasium“ umbenannt und 1967 ein Leistungszug (Abitur in 8 Jahren) eingeführt. 1968 wurde eine wirtschaftsgymnasiale Oberstufe eingeführt.
1971 wurde ein Erweiterungsbau bezogen und eine Zweigschule in Waldkraiburg eröffnet. Die Zweigschule Waldkraiburg wurde nach längerer Übergangszeit zum Schuljahr 1998/1999 selbständig. Seit 1976 besitzt das Ruperti-Gymnasium ein pädagogisches Seminar.
1984 wurde das Ruperti-Gymnasium um einen weiteren Anbau erweitert. Als einige Jahre später der Platz erneut knapp wurde, entschloss man sich 1994 eine Außenstelle zu eröffnen, die in kurzer Gehentfernung zum Hauptgebäude liegt. Diese wird inzwischen nicht mehr benutzt.
2021 feierte die Schule ihr hundertjähriges Bestehen.

## Gegenwart
Heute besuchen ca. 870 Schüler das Ruperti-Gymnasium und werden dort von etwa 65 hauptamtlichen Lehrkräften und einer Vielzahl von nebenamtlichen Lehrkräften und Referendaren unterrichtet. Das Gymnasium bietet einen sprachlichen und einen naturwissenschaftlich-technologischen Zweig.
2006 wurde das Gymnasium um eine Mensa erweitert, die aufgrund der Einführung des achtjährigen Gymnasium (verkürzter Bildungsgang – G8) nötig wurde.
2005 wurde das Ruperti-Gymnasium vom Sponsorenpool Jugend forscht e. V. als beste Schule Bayerns ausgezeichnet.

## Leitung
- 1921–1932 Josef Schoeberl
- 1932–1933 August Huber
- 1933–1939 Johann Dagner
- 1939–1945 Hermann Maillinger
- 1945–1950 Michael Haider
- 1950–1958 Johann Klein
- 1958–1965 Josef Kern
- 1965–1971 Georg Lachenmayr
- 1971–1991 Herbert Laskos
- 1991–2008 Konrad Reger
- 2008–2013 Anselm Räde, davor Schulleiter am Waldkraiburger Gymnasium
- 2013–2021 Daniela Raith, davor Stellvertreterin in Pfarrkirchen
- seit 2021 Christine Neumaier, davor Schulleiterin in Trostberg

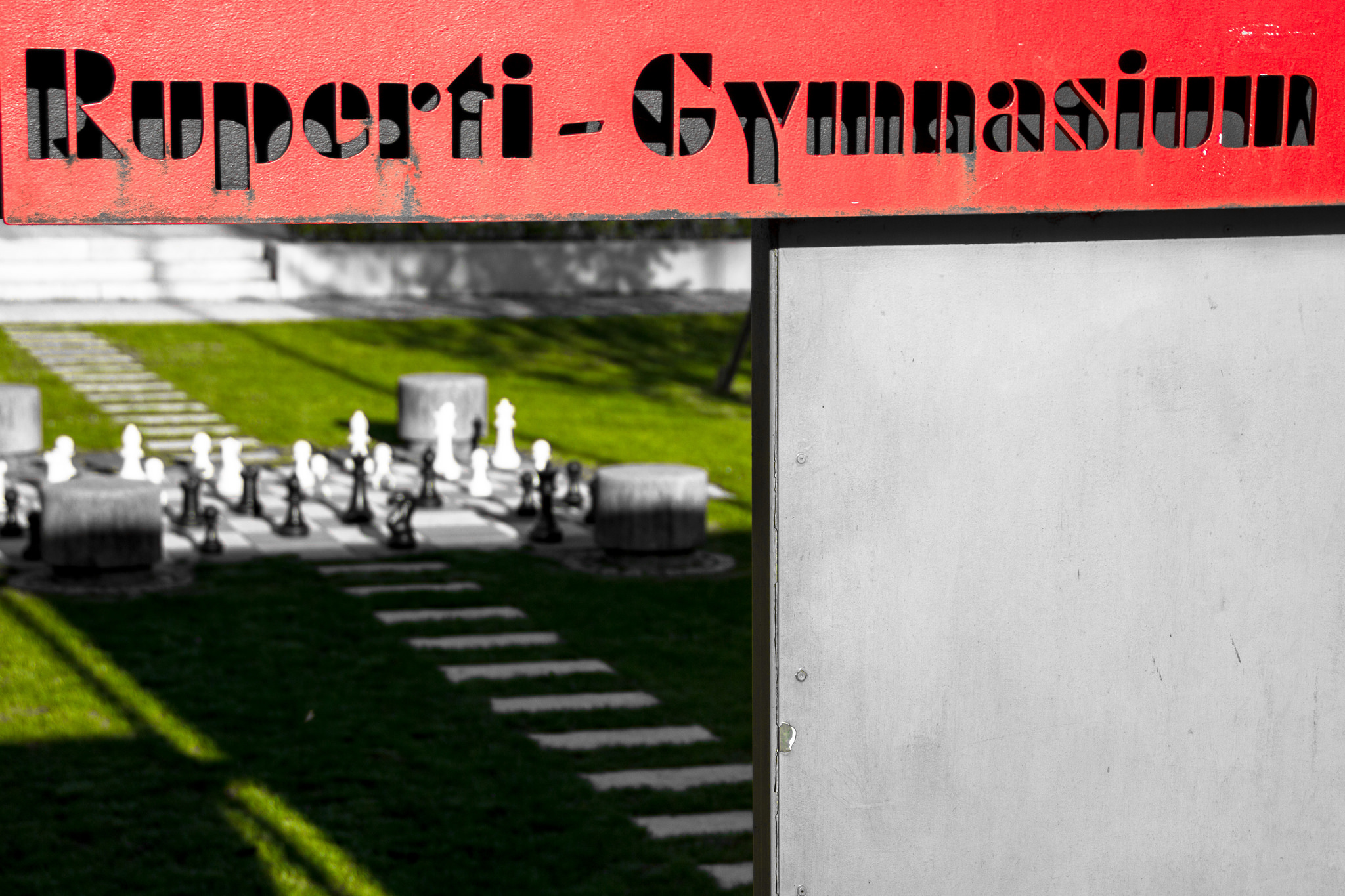
Platz vor der Mensa

### Wahlfächer
- Musik: Ruperti Big Band, Sinfonieorchester, Chöre für Unter-, Mittel- und Oberstufe, Rockband
- Bläserklassen in Jg. 5/6
- Sport: Schulmannschaften für Fußball, Volleyball, Mountainbike, Tennis
- Robotik: LEGO-Mindstorm Roboter
- Vertiefungskurse für Mathematik, Physik, Chemie, Informatik
- Spanisch

### Sonstiges
- Ausflüge und Fahrten:
  - Schullandheim (5. Klasse)
  - Skilager (7. Klasse)
  - Besinnungstage (9. Klasse)
  - „Kollegstufenfahrt“ (Qualifikationsklasse 11)
- Schüleraustausch mit Frankreich (8./9. Klasse)
- Schüleraustausch mit Italien (10. Klasse)
- GAPP Schüleraustausch mit USA: Doherty High School, Colorado Springs, CO (10. Klasse)
- Schulpartnerschaften mit Unternehmen
- Kooperation mit der Technischen Universität München
- Teilnahme am Comenius-Programm der Europäischen Union

Das Ruperti-Gymnasium ist außerdem Seminarschule für die Referendar-Ausbildung in Deutsch, Französisch, Englisch, Mathematik, Musik und Sport.

### Jugend forscht
Seit 1996 nimmt das Ruperti-Gymnasium jährlich am naturwissenschaftlichen Jugendwettbewerb Jugend forscht teil. Seitdem wurden von mehr als 70 Teilnehmern über 60 Arbeiten aus den verschiedensten Themengebieten eingereicht. Die teilnehmenden Schüler konnten in dieser Zeit neben acht Regionalsiegen auch drei Landessiege und mehrere Sonderpreise gewinnen. Auch etliche Lehrer des Gymnasiums beteiligten sich immer wieder als Betreuungslehrer, Juroren oder sogar als Wettbewerbsleiter am größten europäischen Jugendwettbewerb für Naturwissenschaften.
Das bisher erfolgreichste Jahr war dabei das Jahr 2005, in dem zwei Schüler jeweils den Regional- und Landesentscheid mit ihren Projekten für sich entscheiden konnten.

### Schülerzeitung
Viele Erfolge kann auch die Schülerzeitung des Ruperti-Gymnasiums, der Innfloh vorweisen. Die Redaktion des Innflohs gewann bei verschiedenen Wettbewerben zahlreiche Auszeichnungen. Darunter fallen der erste Platz beim Wettbewerb des Ministerialbeauftragten für Oberbayern-Ost (2004/2005) sowie vier „Top-10“-Platzierungen beim Schülerzeitungswettbewerb des Spiegel (2005/2006) in den Kategorien „Reportage“ (Platz 4), „Heftinhalt“ (Platz 5), „Foto“ (Platz 8) und „Gesamtsieger“ (Platz 7). Im selben Schuljahr bekamen die Jungredakteure außerdem einen Sonderpreis für „Originalität und Courage“ beim Schülerzeitungswettbewerb der Süddeutschen Zeitung. Im Schuljahr 2006/2007 belegte der Innfloh im Schülerzeitungswettbewerb der Süddeutschen Zeitung den 3. Platz unter allen Schulen.
Beim Schülerzeitungswettbewerb des Spiegel 2006/2007 erhielt der Innfloh fünf Auszeichnungen. Von allen Schülerzeitungen belegte der Innfloh den 5. Platz. Die Redakteurin Kathrin Bauer belegte mit ihrer Reportage den 1. Platz. Außerdem gab es den 5. Platz in der Kategorie Titelbild, den 6. Platz in der Kategorie Heftinhalt und den 9. Platz in der Kategorie Foto.
Beim Spiegel-Schülerzeitungswettbewerb 2007/2008 gewann der Innfloh sechs Auszeichnungen. Von allen Schülerzeitungen belegte der Innfloh wie im Vorjahr den 5. Platz. Die Redakteurin Corinna Huber gewann mit ihrer Reportage den 1. Platz. Andreas Gölkel erreichte den 2. Platz in der Kategorie Foto. Weiterhin belegte Kathrin Bauer die Plätze 4 und 7 und Theresa Senftl erreichte den 5. Platz in der Kategorie Reportage.
Beim Schülerzeitungswettbewerb der Süddeutschen Zeitung 2007/2008 wurde der Innfloh zur besten Schülerzeitung Bayerns gekürt.

## Persönlichkeiten
- Georg Tauschhuber (1914–1972) (bis 1931), Verleger und Herausgeber des Mühldorfer Anzeigers
- Albert Mösl (* 1917) (bis 1933), Bundesrichter am Bundesgerichtshof 1963–1985
- Josef Pfennigmann (1923–1978) (bis 1939), Historiker
- Benno Hubensteiner (1924–1985) (bis 1943), Historiker
- Peter Lerche (1928–2016) (bis 1946), Rechtswissenschaftler
- Anton Legner (* 1928) (bis 1947), Kunsthistoriker
- Wolfram Naumann (1931–2021), Japanologe und Hochschullehrer
- Ferdinand Ulrich (1931–2020) (bis 1950), Philosoph
- Hans Joachim Gross (1936–2019) (bis 1956), Biochemiker
- Christian Pfeiffer (* 1944) (bis 1963), Kriminologe
- Peter Maffay (* 1949) (bis 1968), Musiker
- Han’s Klaffl (1950–2025) (bis 1971), Musiklehrer, Kabarettist, Autor
- Waltraud Schreiber (* 1956) (bis 1974), Geschichtsdidaktikerin[3]
- Marianne Zollner (* 1956) (bis 1976), Politikerin
- Marcel Huber (* 1958) (bis 1976), Politiker
- Bernhard Simmelbauer (* 1963) (bis 1982), Kunstturner
- Margit Auer (* 1967) (bis 1986), Schriftstellerin
- Hugo Siegmeth (* 1970) (bis 1989), Saxofonist
- Wolfgang Nadvornik (* 1970) (bis 1992), Moderator und Journalist
- Martin Huber (* 1977) (bis 1997), Politiker
- Frederik Obermaier (* 1984) (bis 2003), Journalist
- Katharina Hamberger (* 1985) (bis 2004)[4], Journalistin (Deutschlandfunk)[5]
- Florian Fischer (* 1988) (bis 2007), Regisseur
- Aleen Jana Kötter (* 1997) (bis 2016), Schauspielerin